# Zielone (województwo podlaskie)
Zielone – kolonia w Polsce położona w województwie podlaskim, w powiecie augustowskim, w gminie Augustów. Leży przy drodze krajowej nr 8.
W latach 1975–1998 miejscowość należała administracyjnie do województwa suwalskiego.